# バン (称号)
バン（ハンガリー語 bán、ドイツ語・ラテン語 Banus、英語 ban）またはバーンは、特にクロアチア・スラボニア地方の歴史的総督の称号。
ハンガリー王国がクロアチアを支配していたとき、クロアチア人たちの認識として、ハンガリー王はクロアチアのバン（総督）を兼ねていると言う歴史認識をしていた。同君連合とされる場合もある。